# Dezimaltrennzeichen
Das Dezimaltrennzeichen (vor allem der Dezimalpunkt und das Dezimalkomma, meist kurz Punkt und Komma) ist im Dezimalsystem ein Zeichen, das die Grenze zwischen dem ganzzahligen Teil und dem gebrochenen Teil einer Zahl angibt.
Die Benutzung eines Dezimaltrennzeichens entwickelte sich aus der Verwendung von Stellenwertsystemen, die schon von den Sumerern im 18. Jahrhundert v. Chr. eingesetzt wurden. Aus der daraus folgenden möglichen Bruchschreibweise entwickelte sich die Abtrennung des ganzzahligen Teils vom gebrochenen Teil einer Zahl. Bei der Verwendung der Dezimalbruchschreibweise wurde mit der Zeit der Nenner weggelassen und der gebrochene Teil durch verschiedene Schreibweisen vom ganzzahligen getrennt.
Neben dem Dezimaltrennzeichen gibt es auch das Tausendertrennzeichen, das die Lesbarkeit großer Zahlen verbessert, indem die Ziffern in Dreiergruppen zusammengefasst werden.

## Entwicklung
In der altchinesischen Mathematik (beispielsweise bei Li Jan’) wurde der gebrochene Teil durch tiefergesetzte Ziffern gekennzeichnet, also zum Beispiel {\displaystyle 123_{45}} für 123,45.
Um 1400 schrieb Dschamschid Masʿud al-Kaschi den ganzzahligen Teil mit schwarzer Tinte, den gebrochenen Teil mit roter Tinte. 
In Europa tritt das Rechnen mit Dezimalbrüchen schon 1436, also vor Bianchini, in Konstantinopel und (wohl etwas später) im türkisch besetzten Thessaloniki auf. Als Trennzeichen diente ein senkrechter Strich.
Als erste bekannte Quelle für die Benutzung eines Dezimalpunktes galt dann 1492 die Schrift Compendio del Abaco von Francesco Pellos, einem italienischen Mathematiker. Er schreibt also, bezogen auf das Beispiel, einfach 123.45. Im Jahr 2024 beschrieb der Mathematik-Historiker Glen Van Brummelen, dass bereits Giovanni Bianchini in den 1440ern in einem Manuskript Dezimalpunkte verwendet hat.
Weiterhin werden verschiedene Darstellungsweisen für Dezimalzahlen mit Bruch eingesetzt, so zum Beispiel verwendet François Viète 1579 im Canon unterschiedliche Notationen, wobei er als Tausendertrennzeichen das Komma verwendet:
{\displaystyle 12{,}345{,}{\frac {678{,}901}{1{,}000{,}000}}\quad 12{,}345{,}{\frac {678{,}901}{\,}}\quad 12{,}345{,}_{678{,}901}\quad 12{,}345\vert _{678{,}901}} für 12.345,678.901 mit Dezimalkomma zwischen 5 und 6
1593 verwendete Christophorus Clavius in Sinustabellen und 1595 Bartholomäus Pitiscus in seiner Trigonometria den Punkt als Dezimaltrennzeichen. John Napier setzte 1617 in der Rhabdologia als Dezimaltrennzeichen erst das Komma, später dann den Punkt, vor allem in seinen Logarithmentafeln, die sich weit verbreiteten. In der nachfolgenden Zeit wurde in den Lehrbüchern und unter Fachleuten vorwiegend der Dezimalpunkt verwendet, von Johannes Kepler über Henry Briggs, Adriaan Vlacq (1600–1667) und Jérôme Lalande (1805).
Im 18. Jahrhundert kam im kontinentalen Europa im Alltagsgebrauch und Unterricht jedoch zunehmend das Dezimalkomma auf, Friedrich L. Bauer vermutet hier französischen Einfluss. Es fand Eingang vorwiegend in populärwissenschaftliche Bücher (als Beispiele werden genannt: Abraham Gotthelf Kästner 1758, Joseph Spengler 1779, Christian Ludwig Ideler 1831, Martin Ohm 1829).
Auch bei Joseph-Louis Lagrange (1808) und in der deutschen Übersetzung der Introductio in analysin infinitorum von Leonhard Euler, die von H. Maser 1885 vorgenommen wurde, findet sich das Dezimalkomma. Im Meyers Konversations-Lexikon (1888–1890, 4. Auflage.) findet sich eine Schreibweise mit dem Komma als Tausendertrennzeichen und als Dezimaltrennzeichen, der gebrochene Zahlenteil ist kleiner gesetzt.
Im englischen Sprachraum bleibt der Punkt das vorwiegende Dezimaltrennzeichen. Das Wort decimal point (Dezimalpunkt) wird 1771 in der Encyclopædia Britannica im Kapitel „Arithmetick“ erwähnt.
In den Ländern, in denen das Dezimalkomma verwendet wird, wird als Gruppierungszeichen häufig ein Zwischenraum genommen. Wird der Dezimalpunkt verwendet, dient häufig das Komma als Tausendertrennzeichen. 1798, während der französischen Revolution, empfahl Auguste-Savinien Leblond das Semikolon (;) als Dezimaltrennzeichen, damit das Komma als Tausendertrennzeichen verwendet werden könne.
Der aktuelle Stand der Entwicklung hat zu einer Normung geführt, die in Schreibweise von Zahlen#Dezimal- und Tausendertrennzeichen angegeben wird.

## Geografische Verteilung

### Punkt-Länder

Punkt-Länder
Komma-Länder
regional Punkt oder Komma
Momayyez-Länder
unbekannt

Länder, die einen Punkt (.) als Dezimaltrennzeichen verwenden:
- Australien, Botswana, Volksrepublik China, Dominikanische Republik, El Salvador, Ghana, Guatemala, Guyana, Honduras, Hongkong, Indien, Irland, Israel, Japan, Korea (Nord und Süd), Malaysia, Malta, Mexiko, Nepal, Nicaragua, Nigeria, Neuseeland, Pakistan, Panama, Philippinen, Singapur, Taiwan, Thailand, Vereinigtes Königreich, Vereinigte Staaten

- regional: Kanada (englischsprachiger Teil)
- uneinheitlich: Schweiz (siehe unten)

### Komma-Länder
Länder, die ein Komma (,) als Dezimaltrennzeichen verwenden:
- Albanien, Algerien, Andorra, Angola, Argentinien, Armenien, Aserbaidschan, Belgien, Bolivien, Bosnien und Herzegowina, Brasilien, Bulgarien, Chile, Costa Rica, Dänemark, Deutschland, Ecuador, Estland, Färöer, Finnland, Frankreich, Georgien, Griechenland, Grönland, Haiti, Indonesien, Island, Italien, Kamerun, Kasachstan, Kolumbien, Kosovo, Kroatien, Kuba, Lettland, Litauen, Luxemburg, Marocco, Moldawien, Mongolei, Namibien, Nicaragua, Niederlande, Nordmazedonien, Norwegen, Österreich, Paraguay, Peru, Polen, Portugal, Rumänien, Russland, San Marino, Schweden, Serbien, Simbabwe, Slowakei, Slowenien, Spanien, Südafrika,[3] Tschechien, Türkei, Ukraine, Ungarn, Uruguay, Venezuela, Vietnam, Belarus, Zypern

- regional: Kanada (französischsprachiger Teil)
- uneinheitlich: Schweiz (siehe unten)

- Amtsblatt der Europäischen Union (sonst kann in englischen, irischen und maltesischen Texten auch der Punkt verwendet werden)[4]

### Golfregion
Auf der arabischen Halbinsel und im Iran wird das Momayyez (٫) als Dezimaltrennzeichen verwendet. Es sieht zwar, je nach Schriftart mehr oder weniger entfernt, dem Komma ähnlich, steht jedoch deutlich höher und weitgehend über der Schriftlinie. Es ist im Unicode das Zeichen 1648 mit der Unicodenummer U+066B.

### Schweiz
In der Schweiz ist die Verwendung von Punkt oder Komma als Dezimaltrennzeichen uneinheitlich; beide werden üblicherweise immer als „Komma“ gelesen. Auch an den Schulen wird eine nicht einheitliche Praxis verfolgt: Die Schulen des Kantons St. Gallen wie auch des Kantons Zürich lehren beispielsweise den Dezimalpunkt. Es kommt vor, dass in der Unterstufe/Primarschule das Komma (wie es gesprochen wird), ab der Mittelstufe jedoch der Punkt gelehrt wird.
In amtlichen Dokumenten des Bundes wird gemäß den Weisungen der Bundeskanzlei grundsätzlich das Komma verwendet, bei Geldbeträgen wird jedoch zwischen der Währungseinheit und der Untereinheit ein Punkt gesetzt. Den Punkt verwendet zudem das Bundesamt für Landestopographie für die Schweizer Landeskoordinaten.
Im IT-Bereich ist in heute gängigen Betriebssystemen (Windows, macOS, Linux usw.) in der schweizspezifischen Spracheinstellung der Punkt als Dezimaltrennzeichen definiert, auf dem Ziffernblock schweizerischer Tastaturen wird ebenfalls der Punkt verwendet.
Als Tausendertrennzeichen werden weder Punkt noch Komma benutzt. Sofern als Tausendertrennzeichen nicht ein geschütztes Leerzeichen gesetzt wird, kommt dafür der (gerade) Apostroph (') zur Anwendung.

## Internationale Standards
Nach internationalen Standards (Internationale Einheitensystem (SI), das der Generalkonferenz für Maß und Gewicht folgt; ISO 80000-1 der Internationalen Organisation für Normung (ISO), das ebenfalls der Generalkonferenz für Maß und Gewicht folgt) ist das Dezimaltrennzeichen entweder das Komma oder der Punkt, – wobei diese Aussage in EN ISO 80000-1 mit der Anmerkung versehen ist: „In Übereinstimmung mit den ISO/IEC-Direktiven … ist das Dezimalzeichen in internationalen Normen ein Komma auf der Zeile“. Zudem sollen nach EN ISO 80000-1 der Punkt als Malzeichen und der Dezimalpunkt nicht zusammen verwendet werden.
In der Internationalen Buchstabiertafel wird der Dezimaltrenner grundsätzlich mit dem Schlüsselwort decimal angegeben.

### Auslassung der Null

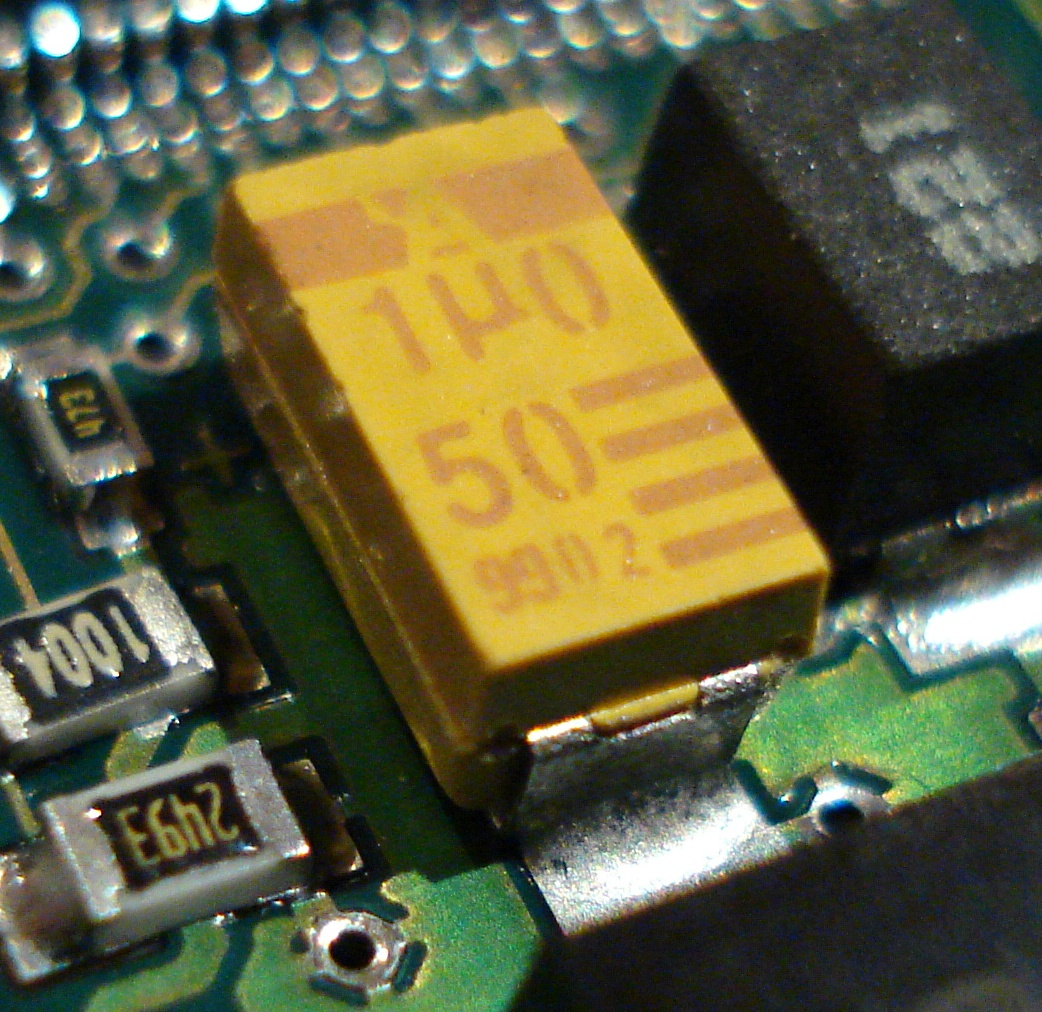
Tantal-Elektrolytkondensator mit der Kapazität von 1,0 µF

Im englischen Sprachraum wird bei einem Absolutwert einer Zahl < 1 die Null vor dem Dezimaltrennzeichen gelegentlich ausgelassen, sodass man z. B. „.35“ statt „0.35“ schreibt. Nach internationaler Regel für diesen Fall „muss vor dem Dezimalzeichen eine Null stehen.“ Das Weglassen der Null vor dem Dezimaltrennzeichen ist auch bei der Programmierung und der Dateneingabe an Computern und Taschenrechnern möglich und üblich. Die Wertangaben auf kleinen elektronischen Bauelementen erfolgen aus Platzgründen ebenfalls häufig ohne vorausgehende Null.
Eine Besonderheit ist hier auch des Öfteren, dass das Dezimalzeichen durch das SI-Präfix-Symbol der Werteinheit ersetzt wird. Dies erleichtert das Lesen des Wertes, wobei das Risiko eines möglichen Übersehens des Dezimalzeichens auf Grund der winzigen Schrift bei häufig schlechtem Druck ausgeschlossen wird. So lautet die Wertangabe der Kapazität auf dem Tantal-Elektrolytkondensator in SMD-Bauweise im nebenstehenden Bild „1µ0“ mit der Bedeutung 1,0 µF.